# Sérgio Príncipe
Sérgio Joaquim Príncipe (Elvas, Assunção, 25 de janeiro de 1880 — Sá da Bandeira, 25 de janeiro de 1971) foi um sindicalista e comerciante, com pendor revolucionário, posteriormente dirigente da Confederação Patronal e fundador da Grande Ordem dos Cavaleiros do Patronato, que se destacou nas lutas sociais das primeiras décadas do século XX. Deixou obra escrita.

## Biografia
Nasceu na freguesia da Assunção de Elvas, filho de mãe incógnita e de José Joaquim Príncipe, destacado militante republicano e comerciante estabelecido em Elvas desde 1878. Empregou-se na Companhia dos Caminhos-de-Ferro Portugueses, fixando-se nas Caldas da Rainha. Em 2 de junho de 1910 foi iniciado na Maçonaria, na Loja Fraternidade do Rito Escocês Antigo e Aceite, de Óbidos, com o nome simbólico de Murillo. Nas Caldas da rainha foi militante do Partido Republicano Português (o PRP), colaborador do períodico republicano O Defensor e pertenceu ao Centro Democrático local, mas abandonou a militância.
A partir de 1913 começou a militar no sindicato dos ferroviários dos Caminhos-de-Ferro Portugueses, sendo eleito na assembleia geral da classe de 6 de janeiro daquele ano, para integrar a comissão sindical para negociar uma solução para a Caixa de Reformas e Pensões. Nessas funções, teve papel destacado na organização e direcção da greve ferroviária de 14 de janeiro de 1914, durante a qual foi preso, deixando então a empresa no meio de acesa polémica com antigos companheiros, granjeando fama de revolucionário.
Para além da sua atividade como ferroviário, dedicou-se ao comércio de caça, frutas, conservas e artigos de novidades em Elvas, Caldas da Rainha, Queluz, Coruche, Leiria e Portalegre. Após a morte do pai, constituiu a firma Príncipe & Companhia, Filhos Sucessores de José J. Príncipe e em 1916 tomou de trespasse uma loja  em Lisboa, abrindo um armazém de mercearia e papelaria (que teve de trespassar em 1917).
Aderiu ao sidonismo e, a convite de Machado Santos, foi adjunto de Cunha Leal, ao tempo Diretor-Geral dos Transportes Terrestres, nas funções de chefe da secretaris daquele departamento, demitindo-se a 8 de junho de 1918. Também em 1918 foi eleito para presidir à direção da Associação Comercial dos Lojistas de Lisboa, sendo preso em julho e agosto daquele ano em consequência de ações de reinvindicação dos lojistas.
Em novembro de 1919 foi um dos organizadores do congresso das associações comerciais e industriais, da qual nasceu a proposta da constituição da Confederação Patronal, cujos estatutos foram aprovados em maio de 1921, com Sérgio Príncipe como presidente do Conselho Superior da agremiação. Nessas funções criou uma organização secreta, a Grande Ordem dos Cavaleiros do Patronato, de inspiração maçónica, destinada a defender por forma violenta os interesses do patronato.
A 8 de setembro de 1922, quando passava na Rua de Santo António da Sé, em Lisboa, foi atacado por dois indivíduos, um dos quais o apunhalou nas costas e ventre e o outro disparou dois tiros, sem contudo o atingir. Apesar de gravemente ferido, foi conduzido ao Hospital de São José e submetido a intervenção cirúrgica, sobrevivendo ao atentado. O jornal A Capital, do dia 9 de setembro, atribui o atentado à Legião Vermelha e informa ter sido encontrado, no punhal que o vitimou, um papel justificando o ataque, em nome da Legião Vermelha, por ter contribuído para o insucesso de várias greves. O mesmo jornal, na edição do dia 12 de setembro, em artigo intitulado Os Últimos Atentados e a Legião Vermelha, refere como motivo dos ataques a Sérgio Príncipe e ao operário José Gomes Pereira, conhecido por o Ávante, serem traidores à classe operária.
Após o atentado refugiou-se em Elvas, demitindo-se do cargo que detinha na Confederação Patronal, onde escreveu um livro sobre a sua experiência, anunciando que ia abandonar Portugal com destino a África. Efetivamente fixou-se em Angola, em Sá da Bandeira (hoje Lubango), onde geriu o Huíla Planalto Hotel, estabelecimento que promoveu através de uma curiosa brochura na qual propagandeava a região e a especialidade do hotel, os pastéis da Huíla. Naquela cidade, fundou e dirigiu o jornal Ecos do Sul (Sá da Bandeira, 1933, 4 números) e publicou diversos trabalhos sobre história e etnografia.

## Obras
- Palavras de Desafronta (Ecos das últimas greves ferroviárias). Tip. F. Monteiro & Cardoso, Lisboa, 1916.
- Crise de transportes . [S.l : s.n.], 1919.
- Echos de um atentado bolchevista. Tipografia Progresso, Elvas, 1923.
- O Planalto da Huila. Tipografia da Escola-Oficina de "Oscar Torres", Humpata, 1931.
- Huambo Nova-Lisboa : subsídios para a sua história. Câmara Municipal de Nova Lisboa, Nova Lisboa, 1956.
- Rectificação histórica à memória do Infante D. Henrique. Lobito, 1961.
- Diamantes que falam. Tip. Germana, Lobito, 1966.
- O Regime Municipalista em Angola. Tip. Germana, Lobito, 1966.